# Vaglaskógur
Vaglaskógur är en skog i republiken Island. Dess storlek är 300 hektar och den ligger i Fnjóskadalur i regionen Norðurland eystra. Det är det näst största skogsområdet i landet. Området har ett stort björkbestånd. Vaglaskógur är en turistattraktion.